# Luigi Frausin
Luigi Frausin (Muggia, 21 giugno 1898 – Trieste, settembre 1944) è stato un politico e partigiano italiano, medaglia d'oro al valor militare.

## Biografia
Aveva aderito giovanissimo alla Federazione Giovanile Socialista Italiana, divenendone uno dei dirigenti triestini.
Dopo aver partecipato alle lotte degli operai del Cantiere San Rocco, Luigi Frausin diventò uno dei principali dirigenti del movimento operaio di Monfalcone.
Nel 1921 fu tra i fondatori del Partito comunista nella Venezia Giulia e si oppose allo squadrismo fascista. Licenziato per rappresaglia dal cantiere navale di Monfalcone, fu costretto ad espatriare per sottrarsi alle persecuzioni: nel 1927 partecipò alla rivolta operaia di Vienna che culminò nell'incendio del palazzo di giustizia e nel 1928, lavorando nelle miniere del Lussemburgo, organizzò gli operai italiani lì emigrati. Dal 1929 il carpentiere muggesano, diventato membro dell'apparato comunista italiano all'estero, fece la spola con l'Italia per organizzarvi il movimento clandestino, soprattutto a Trieste e in Slovenia. Nel 1930 fu promotore della ripresa delle pubblicazioni de Il Lavoratore a Trieste e, chiamato a far parte del comitato centrale del Partito Comunista Italiano nello stesso anno, fu arrestato dalla polizia italiana nel marzo 1932. Il 20 settembre 1933 venne poi condannato a dodici anni di reclusione; uscì dal carcere per amnistia nel 1937, ma soltanto per essere avviato al confino a Lipari e a Ventotene.
Messo in libertà alla caduta del fascismo, Frausin tornò nella Venezia Giulia, organizzando subito la lotta armata. Già l'8 settembre 1943, in un comizio a Muggia, incitò i lavoratori a prendere le armi contro i nazisti e i fascisti e, subito dopo, cominciò la difficile opera per realizzare l'unità antifascista tra lavoratori italiani e sloveni. Frausin fu promotore, con il nome di battaglia "Franz", del Comitato di Liberazione Nazionale triestino il quale concluse un non facile accordo col Fronte di Liberazione del Popolo Sloveno ed è lui che organizzò i primi Gruppi di Azione Patriottica a Trieste e a Monfalcone.
Mentre la lotta antinazista divenne sempre più cruenta, il dirigente comunista partecipò a riunioni a Padova e a Milano, affinché italiani e sloveni si unissero contro il comune nemico nazifascista.
Il 24 agosto 1944, i fascisti dell'Ispettorato Speciale di Pubblica Sicurezza per la Venezia Giulia, noto anche come "banda Collotti", sorpresero Luigi Frausin e, dopo averne arrestato anche il nipote Giorgio, consegnarono entrambi ai tedeschi. Nelle cantine del Comando delle SS, in piazza Guglielmo Oberdan, Luigi e Giorgio Frausin furono sottoposti a sevizie atroci, trovando infine la morte nella Risiera di San Sabba, nei primi giorni di settembre. Con loro morì anche un altro dirigente comunista, Antonio Vincenzo Gigante, da pochi giorni subentrato a "Franz".
Per molti anni si speculò sulle dinamiche dell'arresto di Frausin. In particolare, lo si attribuì ad una soffiata dei comunisti sloveni, che volevano eliminare un elemento che si sarebbe potuto opporre all'incorporazione di Trieste nella futura Jugoslavia socialista. Questa versione - presentata come certa anche dalla stampa comunista italiana di Trieste, fortemente antititoista dopo la rottura fra Tito e Stalin - venne accreditata dalle autorità italiane e in qualche modo ufficializzata nella motivazione della medaglia d'oro al valor militare che venne concessa a Frausin, laddove si affermò che egli era "Caduto in mani tedesche per delazione slava". Recenti studi hanno dimostrato che il delatore fu un certo Slavko Zović, di padre sloveno e madre croata, legato al governo monarchico jugoslavo in esilio e in contatto coi servizi segreti britannici, ma disposto a collaborare coi tedeschi per contrastare i titini e i loro alleati italiani. Un suo rapporto dal quale risultava il suo ruolo decisivo nell'arresto di Frausin e di diversi altri attivisti comunisti italiani e sloveni cadde nelle mani del PCI, che però ne diffuse una versione mutilata per mettere sotto accusa gli uomini di Tito.
Luigi Frausin aveva un solo figlio, anche lui morto durante la guerra: Mario Frausin, vice comandante di un battaglione partigiano, venne catturato dai nazisti e deportato in Germania al Campo di concentramento di Dachau, da cui non fece più ritorno. Anche il cugino Giorgio De Marchi perì combattendo nella guerra civile.

## Memoria
Molti storici della Resistenza nel Friuli Venezia Giulia si sono occupati dell'esemplare figura di Luigi Frausin. A Trieste, per ricordarlo, gli hanno intitolato quella che un tempo si chiamava Via delle Scuole nuove.